# Diplommatina circumstomata
Diplommatina circumstomata é uma espécie de gastrópode  da família Diplommatinidae.
É endémica de Japão.